# Élections législatives de 1988 en Polynésie française
Les élections législatives françaises de 1988 se déroulent les 12 et 26 juin. Dans le département de la Polynésie française, quatre députés sont à élire dans le cadre de quatre circonscriptions.

## Élus
| Circonscription | Député sortant        | Parti                 | Parti                 | Député élu ou réélu | Parti | Parti         |
| --------------- | --------------------- | --------------------- | --------------------- | ------------------- | ----- | ------------- |
| 1re             | Scrutin proportionnel | Scrutin proportionnel | Scrutin proportionnel | Alexandre Léontieff |       | Divers droite |
| 2e              | Scrutin proportionnel | Scrutin proportionnel | Scrutin proportionnel | Émile Vernaudon     |       | Divers droite |

## Positionnement des partis
L'UDF et le RPR se présentent unis sous l'étiquette « Union du Rassemblement et du Centre » tandis que les candidats du Parti socialiste se rangent sous la bannière de la « Majorité présidentielle pour la France unie », slogan de la campagne présidentielle de François Mitterrand.

## Résultats

### Résultats à l'échelle de la collectivité
| Parti          | Parti                               | Premier tour | Premier tour | Second tour | Second tour | Sièges |
| Parti          | Parti                               | Voix         | %            | Voix        | %           | Sièges |
| -------------- | ----------------------------------- | ------------ | ------------ | ----------- | ----------- | ------ |
|                | Divers droite                       | 32 600       | 57,58        | 43 554      | 75,77       | 1      |
|                | Union pour la démocratie française  | 2 067        | 3,65         |             |             | 0      |
|                | Union du Rassemblement et du Centre | 34 667       | 61,23        | 43 554      | 75,77       | 1      |
|                |                                     |              |              |             |             |        |
|                | Divers gauche (Maj. prés.)          | 16 352       | 28,88        | 13 931      | 24,23       | 1      |
|                | La France unie                      | 16 352       | 28,88        | 13 931      | 24,23       | 1      |
|                |                                     |              |              |             |             |        |
|                | Régionaliste                        | 5 599        | 9,89         |             |             | 0      |
|                |                                     |              |              |             |             |        |
| Inscrits       | Inscrits                            | 107 961      | 100,00       | 107 906     | 100,00      | 2      |
| Abstentions    | Abstentions                         | 50 470       | 46,75        | 49 141      | 45,54       |        |
| Votants        | Votants                             | 57 491       | 53,25        | 58 765      | 54,46       |        |
| Blancs et nuls | Blancs et nuls                      | 873          | 1,52         | 1 280       | 2,18        |        |
| Exprimés       | Exprimés                            | 56 618       | 98,48        | 57 485      | 97,82       |        |

### Résultats par circonscription

#### Première circonscription (Papeete)
| Candidat       | Candidat                          | Parti                            | Premier tour | Premier tour | Second tour | Second tour |  |
| Candidat       | Candidat                          | Parti                            | Voix         | %            | Voix        | %           |  |
| -------------- | --------------------------------- | -------------------------------- | ------------ | ------------ | ----------- | ----------- |  |
|                | Alexandre Léontieff sortant réélu | Divers droite                    | 13 225       | 40,88        | 19 331      | 64,4        |  |
|                | Édouard Fritch sortant            | Divers droite                    | 7 960        | 24,6         | 10 687      | 35,6        |  |
|                | Oscar Temaru                      | Régionaliste (Tavini huiraatira) | 4 587        | 14,18        |             |             |  |
|                | Patrick Revault                   | Divers gauche (Maj. prés.)       | 2 174        | 6,72         |             |             |  |
|                | Jacquie Graffe                    | UDF (PR)                         | 2 067        | 6,39         |             |             |  |
|                | Monil Tetuanui                    | Divers gauche (Maj. prés.)       | 1 425        | 4,4          |             |             |  |
|                | Enrique Braun Ortega              | Divers gauche (Maj. prés.)       | 916          | 2,83         |             |             |  |
|                |                                   |                                  |              |              |             |             |  |
| Inscrits       | Inscrits                          | Inscrits                         | 64 105       | 100,00       | 64 080      | 100,00      |  |
| Abstentions    | Abstentions                       | Abstentions                      | 31 339       | 48,89        | 33 209      | 51,82       |  |
| Votants        | Votants                           | Votants                          | 32 766       | 51,11        | 30 871      | 48,18       |  |
| Blancs et nuls | Blancs et nuls                    | Blancs et nuls                   | 412          | 1,26         | 853         | 2,76        |  |
| Exprimés       | Exprimés                          | Exprimés                         | 32 354       | 98,74        | 30 018      | 97,24       |  |

#### Deuxième circonscription (Pirae)
| Candidat       | Candidat            | Parti                            | Premier tour | Premier tour | Second tour | Second tour |  |
| Candidat       | Candidat            | Parti                            | Voix         | %            | Voix        | %           |  |
| -------------- | ------------------- | -------------------------------- | ------------ | ------------ | ----------- | ----------- |  |
|                | Émile Vernaudon élu | Divers gauche (Maj. prés.)       | 11 837       | 48,78        | 13 931      | 50,72       |  |
|                | Gaston Flosse       | Divers droite (URC)              | 11 415       | 47,05        | 13 536      | 49,28       |  |
|                | James Salmon        | Régionaliste (Tavini huiraatira) | 1 012        | 4,17         |             |             |  |
|                |                     |                                  |              |              |             |             |  |
| Inscrits       | Inscrits            | Inscrits                         | 43 856       | 100,00       | 43 826      | 100,00      |  |
| Abstentions    | Abstentions         | Abstentions                      | 19 131       | 43,62        | 15 932      | 36,35       |  |
| Votants        | Votants             | Votants                          | 24 725       | 56,38        | 27 894      | 63,65       |  |
| Blancs et nuls | Blancs et nuls      | Blancs et nuls                   | 461          | 1,86         | 427         | 1,53        |  |
| Exprimés       | Exprimés            | Exprimés                         | 24 264       | 98,14        | 27 467      | 98,47       |  |